# Вогра (приток Ильмы)
Вогра — река в России, протекает по Угличскому и Борисоглебскому районам Ярославской области. Исток реки находится в урочище Мелеткино; устье — в 6,6 км по левому берегу реки Ильма от её устья. Длина реки составляет 20 км, площадь водосборного бассейна — 68,1 км².
Сельские населённые пункты около реки: Угличский район — Деньгино, Щетинино, Новоалексино, Горбово, Ратиново, Парнево; Борисоглебский район — Ховоры и Старово, Ременники, Переславцево, Поповское и Момотово, Тимофейково и Высоково; устье находится напротив деревни Иевцево.

## Данные водного реестра
По данным государственного водного реестра России относится к Верхневолжскому бассейновому округу, водохозяйственный участок реки — Волга от Рыбинского гидроузла до города Кострома, без реки Кострома от истока до водомерного поста у деревни Исады, речной подбассейн реки — Волга ниже Рыбинского водохранилища до впадения Оки. Речной бассейн реки — (Верхняя) Волга до Куйбышевского водохранилища (без бассейна Оки).
Код объекта в государственном водном реестре — 08010300212110000010750.